# Анна Ягеллонка (герцогиня Померании)
Анна Польская, или Анна Ягеллонка (пол. Anna Jagiellonka; 12 марта 1476, Нешава, Куявско-Поморское воеводство — 12 августа 1503, Иккермюнде, Мекленбург — Передняя Померания) — польская принцесса и литовская княжна из династии Ягеллонов, дочь короля Польши Казимира IV и Елизаветы Габсбург, жена поморского герцога Богуслава X.

## Происхождение
Анна Ягеллонка родилась 12 марта 1476 года в Нешаве. Она была одиннадцатой из тринадцати детей короля Польши Казимира IV и Елизаветы Габсбург. Дедушкой и бабушкой с отцовской стороны Анны были Владислав II Ягайло, Великий князь Литовский и его четвёртая жена, Софья Гольшанская. Дедушкой и бабушкой с материнской стороны были Альбрехт II, король Германии, Венгрии и Чехии, и Елизавета Люксембургская, принцесса Священной Римской империи.

## Биография
Имя новорожденная девочка получила в честь сестры своей матери, Анны Люксембургской. С ноября 1479 до осени 1485 года находилась с семьей в Литве. О её образовании не сохранилось никаких свидетельств.
Её отец надеялся выдать Анну замуж за немецкого принца Максимилиана Габсбурга, сына императора Фридриха III. Весной 1486 года польские послы прибыли в Кёльн. Они имели при себе портрет девушки, чтобы показать его будущему жениху. Но Габсбурги отказались от такого предложения.
На рубеже 1489 и 1490 годов Николай Косцельський, хелмский епископ и дипломат, как представитель польской стороны, начал переговоры с герцогом Померании Богуславом X относительно его возможного брака с принцессой Анной. Богуслав X уже был женат. Его первая жена умерла в 1489 году, не оставив детей.

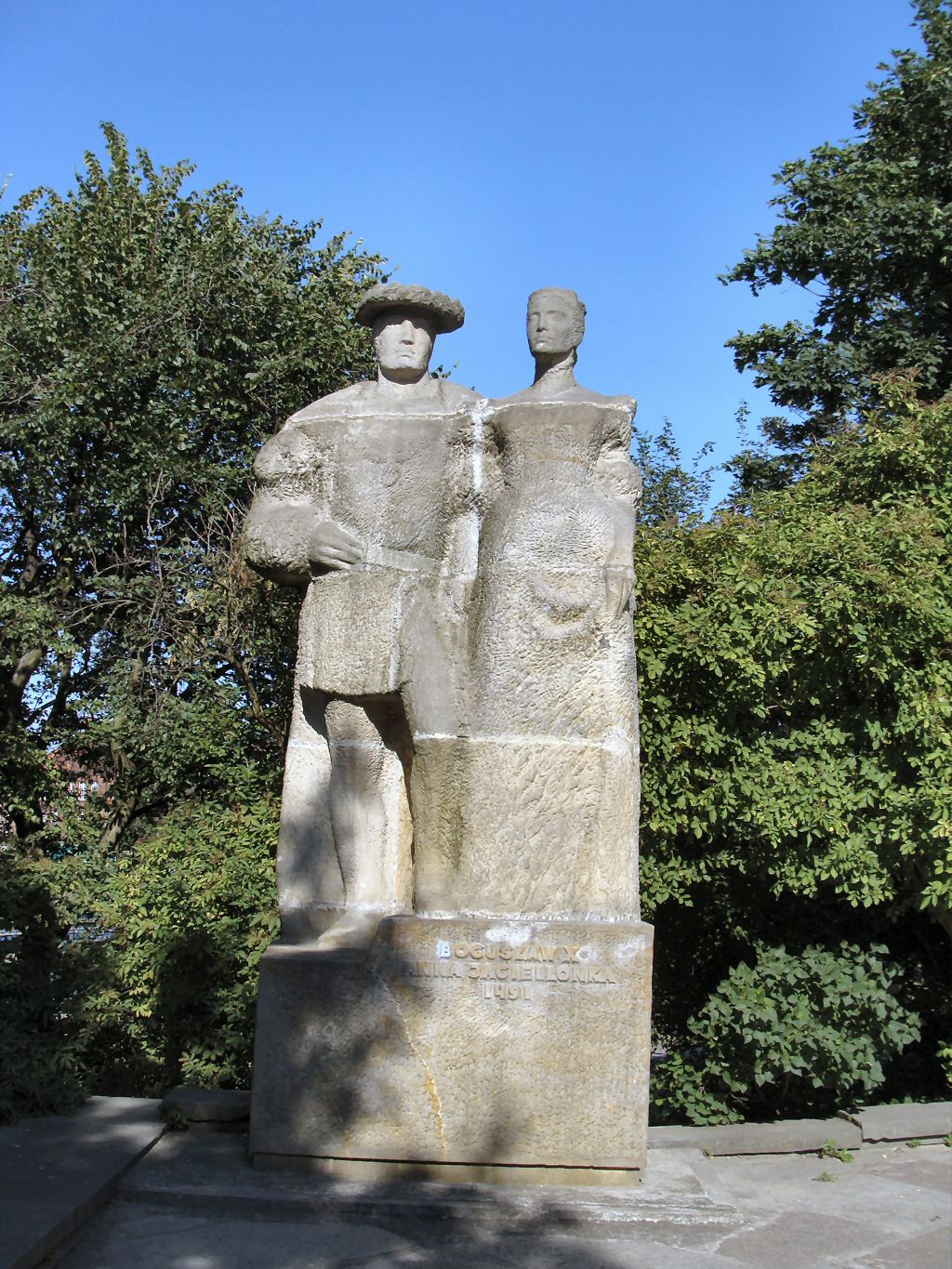
Памятник Богуславу и Анне в Щецине

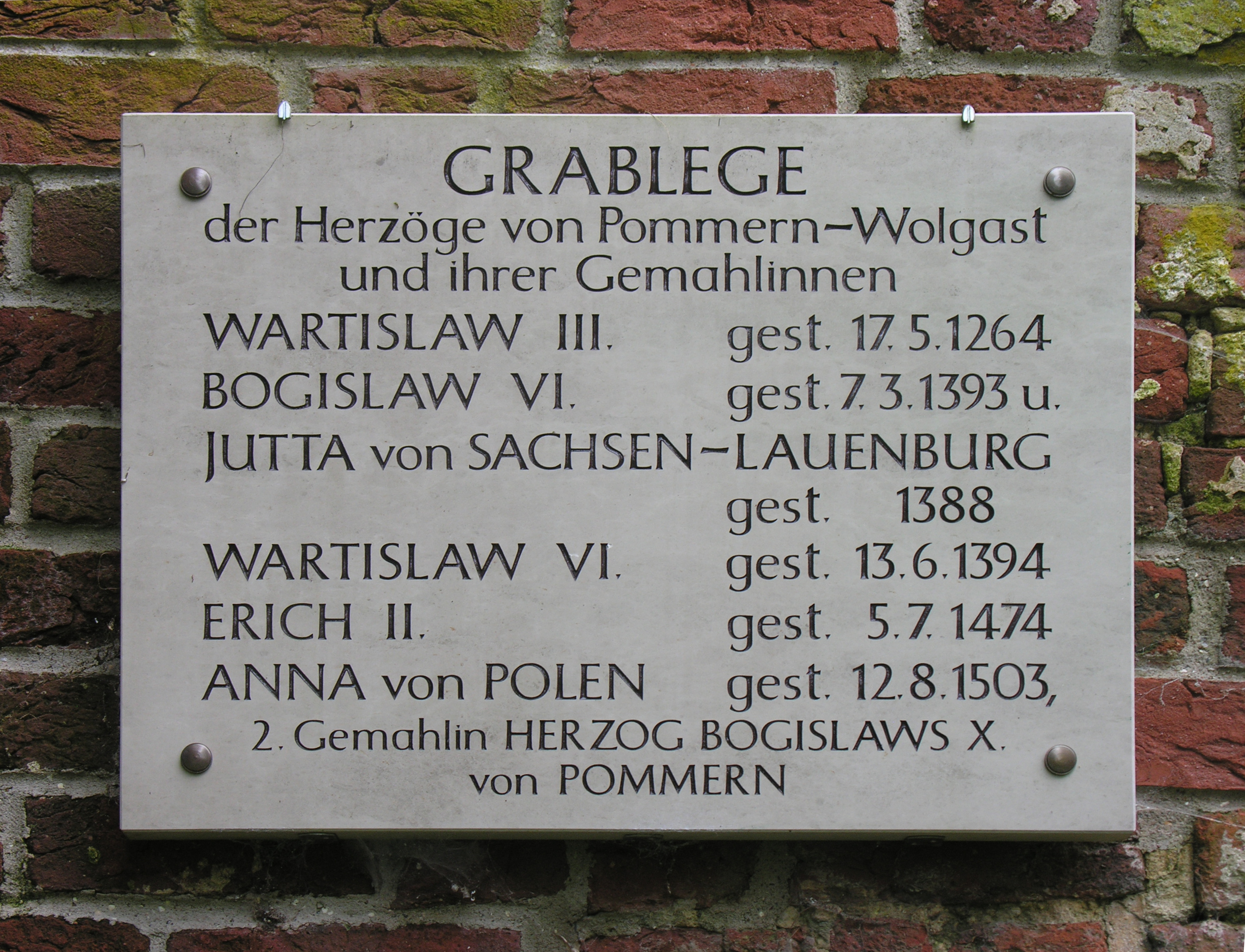
Мемориальная доска в Эльденском монастыре

7 марта 1490 года в Гродно было подписано соглашение о браке Анны и Богуслава. Его подписали староста белоградский Адам Подевилс, староста Щецинский Вернер Шулебург, рыцарь Мальтийского ордена Ричард Шуленбург и Бернар Рот. Брак по доверенности был засвидетельствован.
В приданое своей дочери Казимир IV предоставил 32 000 венгерских злотых. Примерно 15 января 1491 года Анна покинула Ленчицу и отправилась в Померанию. 2 февраля 1491 года в Щецине состоялась церемония свадьбы. Торжества были очень пышными. На них присутствовала мать Богуслава София и его братья — Магнус и Валтасар.
Невесте вскоре исполнялось 15 лет. Жених был на двадцать два года старше неё. Их брак должен был укреплять дружественные связи Польского королевства с Померанией.
Супруги большую часть времени проводил в Щецине, где Богуслав обновил и расширил местный замок. Вскоре Анна родила первого ребёнка — дочь, которую в её честь назвали Анной. 
16 декабря 1496 года Богуслав отправился на поддержку Максимилиана I, императора Священной Римской империи, в его войне против короля Франции Карла VIII. Впоследствии он отправился в Святую Землю для осуществления христианского паломничества. Вернулся он домой только 12 апреля 1498 года. В его отсутствие управление делами вели епископ Каменский Бенедикт Валленштейн и канцлер Ежи Клейст. Анна имела возможность приобщиться к изданию определенных документов.
Осенью 1502 года подняли бунт горожане Щецина. Герцог с семьей переехали в Гарц, откуда Богуслав позднее отправил семью в замке в Иккермюнде. Там Анна родила младшего ребёнка — сына, которого назвали Оттоном.
Как свидетельствует Томаш Кантцов, немецкий летописец, одни говорят, что герцогине стало плохо из-за страха перед поспешным отъездом, другие — из-за того, что она вошла в только что побеленные известью комнаты, и испарения повлияли на её сердце. Так или иначе, 12 августа 1503 года Анна умерла в возрасте двадцати семи лет. Современные ученые, основываясь на показаниях хрониста Иоакима Веделя, предполагают, что причина её смерти была в пневмонии или туберкулезе. Похоронена герцогиня была в Эльденском монастыре в Грайфсвальде. Об этом сейчас говорит вмурованная в стену аббатства мемориальная доска.
Муж пережил Анну на двадцать лет и умер 5 октября 1523 года в Щецине. Богуславу наследовали их с Анной сыновья Ежи и Барним.

## Дети
Всего у пары было восемь детей, только один из которых умер в младенческом возрасте:
- Анна (1492 — 25 апреля 1550), с 1521 года правящая графиня Лубинская; замужем за Георгом I Бжегским
- Георг I (1493—1531). С 1513 года женат на Амалии (1490—1525), дочери курфюрста Филиппа Пфальцского.
- Казимир VIII (28 апреля 1494 — 29 октября 1518)
- Елизавета (ум. до 1518)
- Барним (род. и ум. до 1501)
- София (1498—1568), с 1525 года королева Дании, замужем за Фредериком I Датским[2]
- Барним IX (1501—1573)
- Оттон (до 1503 — до 1518)